# Große Synagoge (Włodawa)

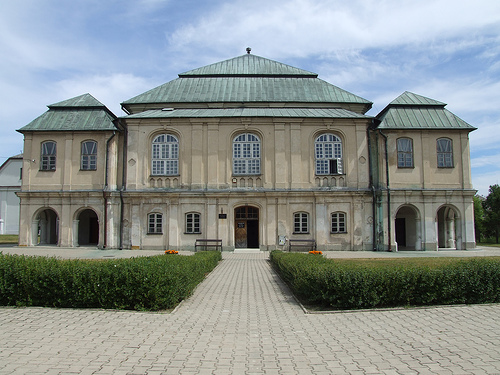
Die Große Synagoge

Die Große Synagoge war eine Synagoge an der Czerwony Krzyż-Straße Nr. 7 in Włodawa, der Kreisstadt des Landkreises Powiat Włodawski in der polnischen Woiwodschaft Lublin, wo in wenigen Kilometern Entfernung während der deutschen Besetzung Polens das NS-Vernichtungslager Sobibór errichtet wurde.

## Geschichte
Eine hölzerne Synagoge in Włodawa wurde bereits 1684 erwähnt. Diese wurde durch ein Feuer zerstört; die jüdische Gemeinde erhielt 1764 die Erlaubnis zum Bau einer steinernen Synagoge, die höchstwahrscheinlich 1771 fertiggestellt wurde. Es gibt aber auch die Vermutung, dass sie bis 1774 unter der Leitung des italienischen Architekten Paolo Fontana erstellt wurde.
Ursprünglich hatte die Haupthalle im Westen nur ein niedriges Vestibül und entlang den Seiten im Norden und Süden niedrige Anbauten für die Frauengebetsräume.
Mitte der 19. Jahrhunderts wurden über dem Vestibül ein weiterer Raum für die Frauen sowie zwei Eckpavillons errichtet. Dadurch ähnelte der Bau den mehrere Jahrzehnte älteren Holzsynagogen in der Region wie z. B. den Synagogen in Wołpa oder Nasielsk.
Ein Feuer zerstörte 1934 den Toraschrein von circa 1780 sowie die Innenausstattung, die danach wieder hergerichtet wurden.
Während der deutschen Besetzung wurde die Bima abgerissen, die Einrichtung zerstört und das Gebäude als Lagerhalle genutzt. Nach dem Krieg waren zunächst Einzelhandel und Lager in der (jetzt ehemaligen) Synagoge untergebracht. Von 1970 bis 1980 erfolgte eine Totalrestauration. Seit 1983 ist hier der Sitz des Regionalmuseums.

## Architektur
Die Haupthalle ist mit 16,50 × 18,30 m nahezu quadratisch und hat ein Mansarddach. Im Westen sind das später erweiterte zweistöckige Vestibül und die zwei Eckpavillons. Das Dach der zwei Anbauten für die Frauenräume entlang den Seiten ist hinter einer dekorativen, kammförmigen Attika verborgen. An allen vier Seiten sind hochgelegene, schlanke, große Rundbogenfenster, wobei die im Westen durch den Anbau im 18. Jahrhundert verdeckt sind.
Die Bima stand auf einer achteckigen, von einer Balustrade umgebenen Plattform. Sie war von vier Säulen umgeben, die das Deckengewölbe abstützte und in neun nahezu gleich große Felder unterteilte. Diese Art der Gestaltung ist als Neun-Felder- oder Vier-Pfeiler-Synagoge bekannt und ist seit der ersten Hälfte des 16. Jahrhunderts bekannt. Die ursprüngliche Bima wurde während der deutschen Besatzung zerstört, bei der Restaurierung aber durch eine neue ersetzt.
Der bei einem Feuer 1934 zerstörte Toraschrein stammte vermutlich aus dem letzten Viertel des 18. Jahrhunderts. Er war in drei Felder und drei Ebenen aufgeteilt. Nach oben abgeschlossen wurde alles durch einen Doppeladler. Der nach dem Brand neu errichtete Toraschrein ist aus verputztem Kalksandstein und farbig bemalt. Er ist einer der wenigen Schreine, die im Zweiten Weltkrieg nicht zerstört wurden.

## Galerie

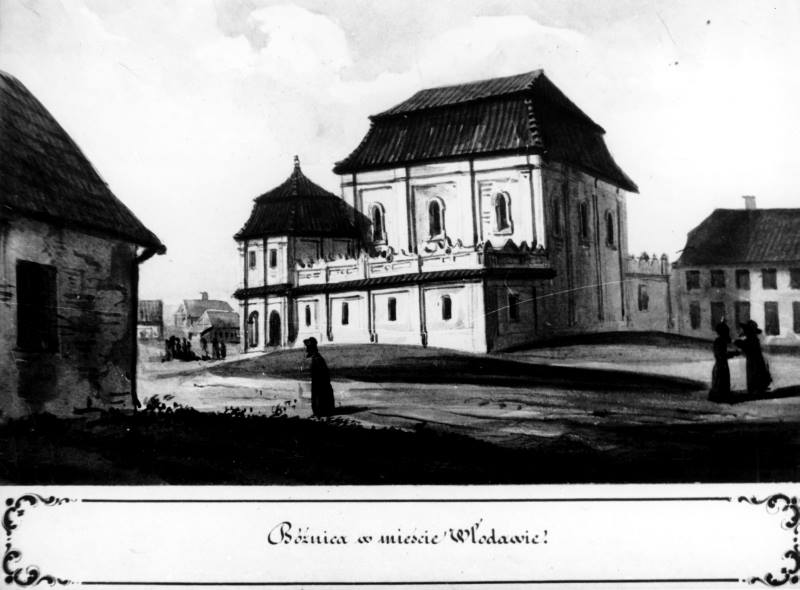
Ansicht 1840er Jahre
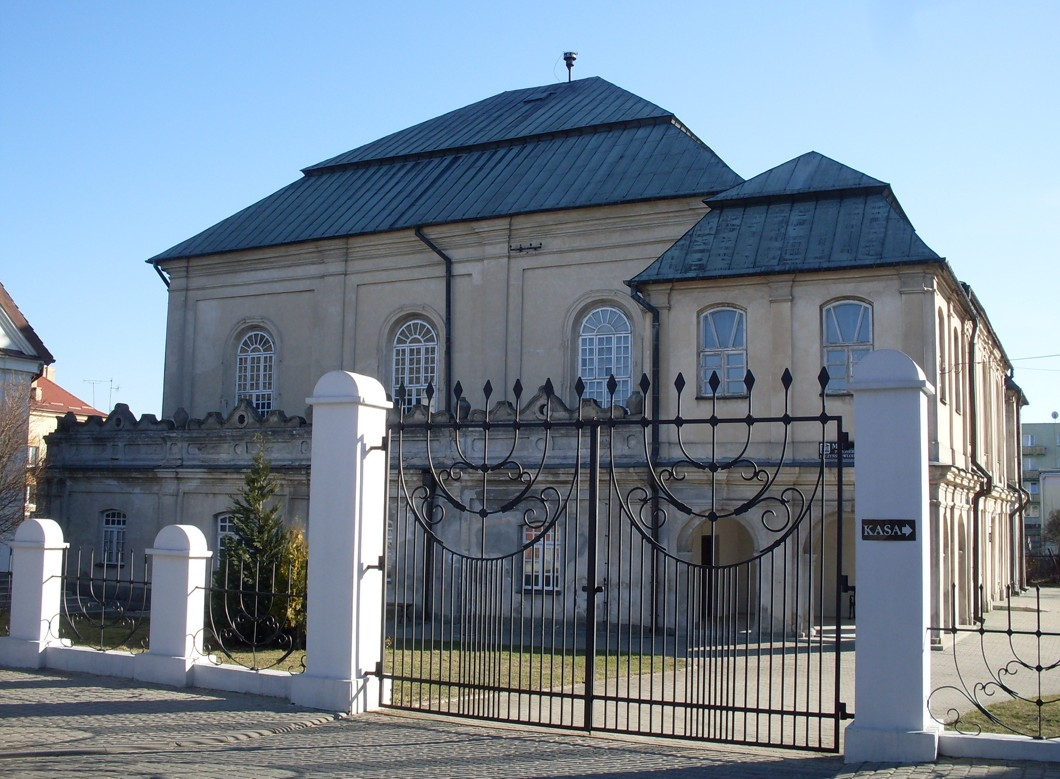
Nordseite
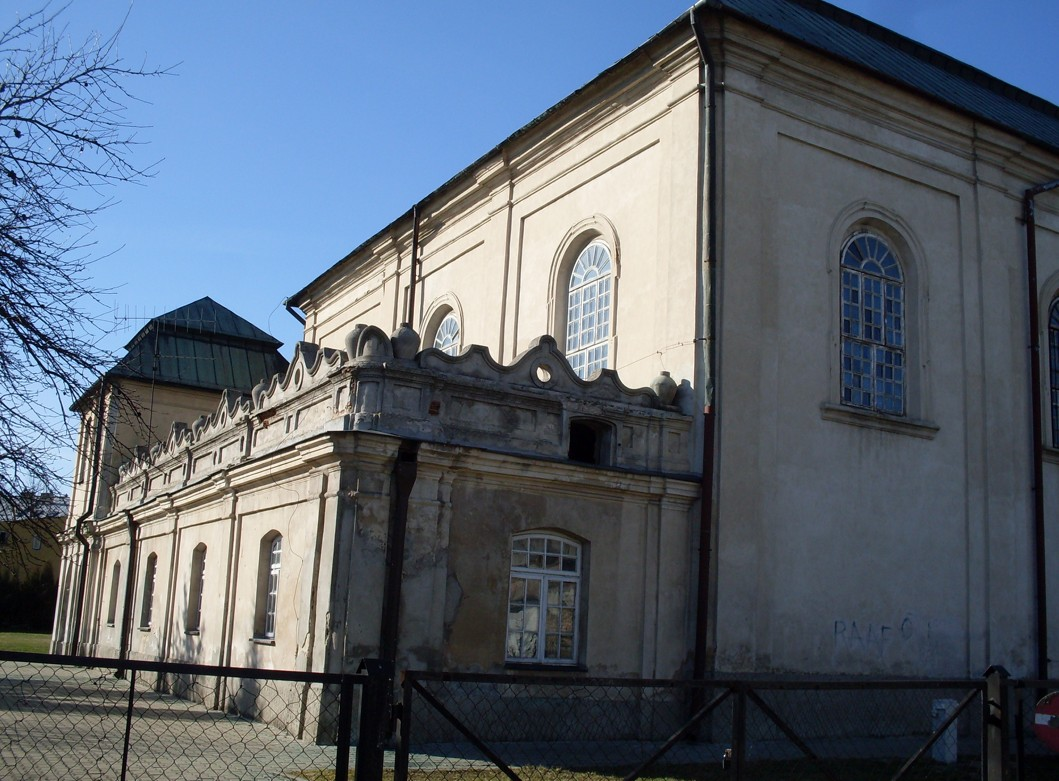
Von Südosten
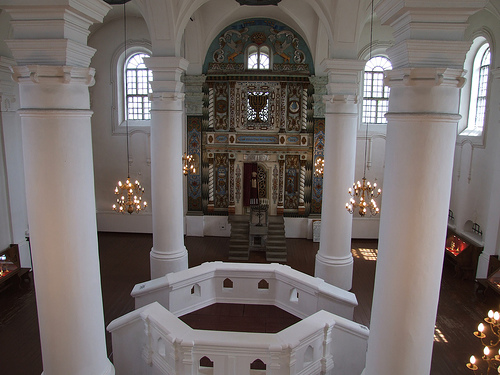
(Stütz)bima und Toraschrein
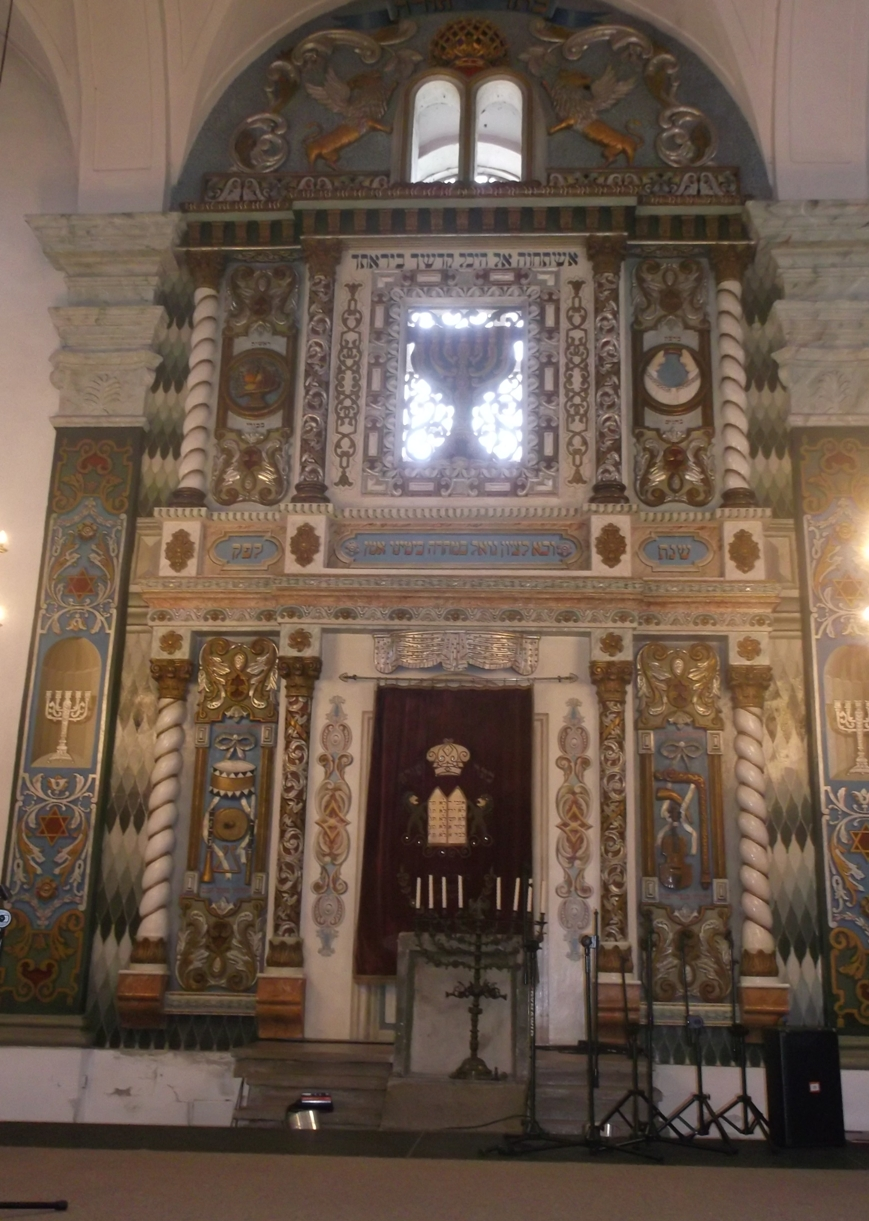
Toraschrein